# 保長廍
保長廍，是台灣雲林縣斗六市的一個傳統地域名稱，位於該市中部偏西。相較於今日行政區，其範圍大致包括虎溪里東半部不含北端及東端、保庄里不含西部北側邊界地帶、鎮西里西北部邊界地帶、長平里東部南側邊界地帶、久安里東北端。

## 歷史
台灣清治末期至日治初期，保長廍地區為一街庄，稱為「保長廍庄」，隸屬於斗六堡。該庄北與竹圍仔庄為鄰，東與海豐崙庄、斗六街為鄰，東南邊及南邊為大潭庄，西南邊一小段與九老爺庄為界，西邊為大北勢庄。
1901年（日治明治三十四年）11月，全台廢縣廳改設二十廳，該庄隸屬於斗六廳。1903年（明治三十六年）6月，該庄編入「斗六區」，隸屬於斗六廳。1909年（明治四十二年）10月，合併二十廳為十二廳，斗六區改隸屬於嘉義廳。1920年（大正九年），全台地方制度大改正，廢十二廳改設五州二廳，該庄改制為「保長廍」大字，隸屬於臺南州斗六郡斗六街。
戰後斗六街改制為斗六鎮，隸屬於臺南縣，大字亦改制為里。1946年8月，斗六、林內分治，本地區仍隸屬斗六鎮。1950年10月，雲、嘉、南分治，斗六鎮改隸屬雲林縣。1981年，斗六鎮升格為縣轄斗六市。

## 聚落
本地區發展較早的聚落有虎尾溪、崙仔、竹圍仔（保竹）、下厝仔、下保長廍、頂保長廍、後庄仔、過溪畔等，在日治期初期的官方地圖上已有記載。此外，本地區尚有下庄仔聚落。

## 交通
台鐵縱貫線是台灣西部南北鐵路幹線，大致以東北微東—西南微西走向轉東北—西南走向再轉東北微東—西南微西經過保長廍地區南部近邊界地帶。境內未設站，斗六車站即在本地區東部邊界外不遠處，屬一等站，除部分普悠瑪號、自強號外，其餘列車皆停靠。由此可前往台鐵沿線各站。
省道台1丁線（西平路、雲林路二段～三段）是莿桐經斗六至斗南的幹道，大致先以北北西—南南東走向轉西北—東南走向經過本地區東北部，再以東北—西南走向轉東北東—西南西走向經過本地區南部邊界地帶。由該道路北段向北北西可前往竹圍子西南端、大埔尾、樹子腳西南端、莿桐市區南側並止於省道台1線路口；由南段向西南西可前往九老爺北端、新庄並止於其西部邊界地帶的省道台1線另一路口（斗南市區北郊）。
省道台3線（文化路、大學路一段～三段、中山路）俗稱「內山公路」，是臺北至屏東的幹道，大致以東北東—西南西走向轉北北東—南南西走向繞大彎轉東北東—西南西走向轉北向南經過本地區東部及南部邊界外不遠處的斗六市區東南側。由該道路向東北東轉東北經國道3號斗六交流道後可前往林內、竹山、名間、南投等地；向南可前往古坑、梅山、竹崎、番路西部等地。
鄉道雲78線（興農路）是苓德（苦苓腳）至虎溪（虎尾溪）的道路，其東側端點（終點）位於本地區北部虎尾溪聚落東北側的省道台1丁線路口。由此向西繞大彎轉西南西再轉西北西，至本地區西部邊界北側轉西南沿邊界而行，其後轉西南西出境後，可前往大北勢北部、田頭北部的苦苓腳聚落並止於其西南郊的省道台1線路口。
鄉道雲80線（保長路）是田頭至斗六的道路，其東側端點（終點）位於本地區東南部邊界的省道台1丁線路口。由此向西過鐵路平交道後續行，經外環道（明德北路三段）暨鄉道雲80-1線終點路口（實際終點距本鄉道約70公尺）後續行，其後轉西南西出境，可前往大北勢、田頭並止於省道台1線路口。
鄉道雲80-1線（科工七路、科工十八路、無名道路、建興路）是崙仔至保長廍的道路，其東側端點（終點）位於本地區東南部鄉道雲80線、外環道（明德北路三段）路口北側約70公尺處。由此向北而行，至路底轉西蜿蜒而行，其後轉西南西，至路底轉北微東再繞彎道轉西北，至本地區西部邊界轉北北西沿邊界而行，至科工七路轉西微南出境，可前往大北勢地區東部並止於鄉道雲79線路口（崙仔聚落東南郊）。
鄉道雲193線（永興路）是管土厝至古坑（實際終點位於水碓與古坑之間）的道路，其北側端點（起點）位於本地區西南部的省道台1丁線路口。由此向南南西出境後可前往大潭西端、九老爺東部的管土厝聚落、溝子垻、水碓地區中部偏西南並止於縣道154乙線路口。
鄉道雲196線（大學路三段）是埤口至縣議會的道路，其西側端點（起點）位於本地區東南邊界地帶埤口聚落的省道台1丁線路口。由此向東南出境後繞大彎轉東北東，可前往大潭地區中部偏西並止於鄉道雲196-1線路口（縣議會旁）。
鄉道雲196-1線（府文路）是埤口至鎮南的道路，其西北側端點（起點）位於本地區東南部部邊界中央處的省道台1丁線路口。由此向東南出境後轉南微東再轉南微西，經鄉道雲196線終點路口後續行，至大潭聚落轉東微南再轉東北東，可前往本地區東南部並止於省道台3線路口。

## 學校
- 正心中學
- 保長國小